# Futebol nos Jogos Olímpicos de Verão de 2016 - Grupo E

Andressa Alves (esquerda), Cristiane (centro) e Marta (direita) comemoram um dos gols do Brasil contra a Suécia.

O grupo E do torneio feminino de futebol nos Jogos Olímpicos de Verão de 2016; formato por: Brasil, China, África do Sul e Suécia, teve início em 3 de agosto com o confronto entre Suécia e África do Sul, que terminou com vitória escandinava e se encerrará em 9 de agosto de 2016.

## Estádios
| Rio de Janeiro, RJ | Brasília, DF       | Manaus, AM         |
| ------------------ | ------------------ | ------------------ |
| Estádio Olímpico   | Estádio Nacional   | Arena da Amazônia  |
| Capacidade: 60 000 | Capacidade: 68 000 | Capacidade: 44 351 |
|                    |                    |                    |

As seis partidas do grupo foram realizadas em três estádios, a primeira e a segunda rodada foram disputada no Estádio Olímpico, Rio de Janeiro. A Arena da Amazônia receberá um dos jogos da terceira rodada, enquanto o outro será disputado no Estádio Nacional.

## Equipes
| Pos | Confederação | Equipes          | Qualificação                   | Data da qualificação  | Aparições Olímpicas | Última aparição | Melhor performance   | Ranking da FIFA[At.F] |
| --- | ------------ | ---------------- | ------------------------------ | --------------------- | ------------------- | --------------- | -------------------- | --------------------- |
| E1  | CONMEBOL     | Brasil           | Pais sede                      | 2 de outubro de 2009  | 6º                  | 2012 \|         | (2004, 2008)         | 8                     |
| E2  | AFC          | China            | Qualificação da AFC: 2º lugar  | 7 de março de 2016    | 5º                  | 2008            | (1996)               | 12                    |
| E3  | UEFA         | Suécia           | Qualificação da UEFA: 1º lugar | 9 de março de 2016    | 6º                  | 2012            | 4º lugar (2004)      | 6                     |
| E4  | CAF          | África do Sul \| | Qualificação da CAF: 1º lugar  | 18 de outubro de 2015 | 2º                  | 2012            | Fase de grupo (2012) | 52                    |

## Classificação
No final da primeira rodada, após a vitória mínima sobre a África do Sul, a Suécia terminou na vice liderança, as africanas ocuparam o posto de terceiro lugar. A liderança ficou com o Brasil, por causa dos saldos de gols. A China ocupou o último posto, uma vez que as chinesas levaram mais gols do que as africanas.
Após a segunda rodada, a China saiu da lanterna do grupo e assumiu a vice liderança, graças a vitória sobre a seleção Sul-Africana, eliminando a adversária do torneio. A Suécia acabou sendo goleada pelo Brasil, o resultado positivo classificou a seleção sul-americana, que alcançou seis pontos e abriu uma boa vantagem em relação as adversárias no saldo de gols. Por outro lado, a seleção europeia caiu uma posição e terminou a rodada em terceiro do grupo. 
A última rodada, realizada no dia 9 de agosto, a seleção chinesa e a seleção sueca empataram sem gols e ambas se classificaram, a China terminou na segunda colocação por ter um saldo de gols melhor do que a adversária. O resultado não se alterou na partida entre Brasil e África do Sul, a seleção brasileira permaneceram na primeira colocação enquanto a África do Sul foi eliminada na última posição do grupo.
|  | Seleções classificadas para as quartas de final.      |
|  | Seleções classificadas (melhores terceiro colocadas). |

| Seleção       | P | J | V | E | D | GP | GC | SG |
| ------------- | - | - | - | - | - | -- | -- | -- |
| Brasil        | 7 | 3 | 2 | 1 | 0 | 8  | 1  | +7 |
| China         | 4 | 3 | 1 | 1 | 1 | 2  | 3  | –1 |
| Suécia        | 4 | 3 | 1 | 1 | 1 | 2  | 5  | –3 |
| África do Sul | 1 | 3 | 0 | 1 | 2 | 0  | 3  | –3 |

Ordenamento da classificação: 1) Pontos; 2) Diferença de gol(o)s total; 3) Gol(o)s marcados; 4) Sorteio.

## Partidas
Todos os jogos estão no horário local (UTC-3), exceto a partida realizada na Arena da Amazônia, localizada no UTC-4.

### Primeira rodada
Suécia vs África do Sul
Esse foi o segundo confronto entre ambas as seleções na história dos Jogos Olímpicos. Em Londres 2012, Suécia e África do Sul compuseram o grupo F do torneio, o jogo válido pela primeira rodada foi realizado em 25 de julho de 2012 e terminou com vitória sueca por 4–1.
Em toda a partida, a Suécia teve a posse de bola, mas não converteu em chances de gols. por outro lado, as sul-africanas raramente atacaram as europeias com perigo. No início do jogo, a seleção escandinava criou três chances, a goleira Roxanne Barker interferiu em duas ocasiões, no melhor momento do primeiro tempo, Sofia Jakobsson finalizou no travessão sul-africano. Após esse lance, a seleção africana equilibrou a partida na marcação, limitando as tentativas ofensivas das adversárias. O cenário não se alterou para o segundo tempo, apesar da queda de rendimento, a seleção sueca conseguiu o seu objetivo. Após um cruzamento do lado esquerdo, a goleira Barker falhou e a bola sobrou para uma jogadora sueca, que retornou a cruzar, dessa vez pelo lado direito. Barker novamente falhou e a bola sobrou para Nilla Fischer fazer o gol.
O jogo ficou marcado por ser o primeiro evento, entre todos os esportes, a ser disputado pelos Jogos Olímpicos de 2016, O confronto foi válido pela primeira rodada do torneio e realizado no Estádio Olímpico em 3 de agosto de 2016, o público presente foi de um pouco mais de 13 mil espectadores. Apesar da vitória magra, a Suécia confirmou o favoritismo e estreou com um resultado positivo nessa edição de Jogos Olímpicos, agora a seleção escandinava somou nove jogos de invencibilidade.
| 3 de agosto | Suécia      | 1 – 0        | África do Sul | Estádio Olímpico, Rio de Janeiro           |
| 13:00       | Fischer 76' | FIFA Rio2016 |               | Público: 13 439 Árbitro: ROU Teodora Albon |

| Suécia | África do Sul |

| SUÉCIA:        |    |                    |  |     |
|                |    |                    |  |     |
| G              | 1  | Hedvig Lindahl     |  |     |
| D              | 3  | Linda Sembrant     |  |     |
| D              | 5  | Nilla Fischer      |  |     |
| D              | 6  | Magdalena Ericsson |  |     |
| D              | 15 | Jessica Samuelsson |  |     |
| M              | 7  | Lisa Dahlkvist     |  | 46' |
| M              | 9  | Kosovare Asllani   |  |     |
| M              | 17 | Caroline Seger     |  |     |
| A              | 8  | Lotta Schelin      |  |     |
| A              | 10 | Sofia Jakobsson    |  | 69' |
| A              | 13 | Fridolina Rolfö    |  | 76' |
| Substituições: |    |                    |  |     |
| M              | 16 | Elin Rubensson     |  | 46' |
| A              | 11 | Stina Blackstenius |  | 69' |
| A              | 12 | Olivia Schough     |  | 76' |
| Técnica:       |    |                    |  |     |
| Pia Sundhage   |    |                    |  |     |

| ÁFRICA DO SUL: |    |                     |  |     |
|                |    |                     |  |     |
| G              | 1  | Roxanne Barker      |  |     |
| D              | 2  | Lebogang Ramalepe   |  | 83' |
| D              | 3  | Nothando Vilakazi   |  |     |
| D              | 4  | Noko Matlou         |  |     |
| D              | 5  | Janine van Wyk      |  |     |
| M              | 6  | Mamello Makhabane   |  |     |
| M              | 7  | Stephanie Malherbe  |  |     |
| M              | 9  | Amanda Dlamini      |  |     |
| M              | 15 | Refiloe Jane        |  |     |
| A              | 11 | Shiwe Nongwanya     |  | 40' |
| A              | 12 | Jermaine Seoposenwe |  |     |
| Substituições: |    |                     |  |     |
| M              | 10 | Linda Motlhalo      |  | 40' |
| A              | 14 | Sanah Mollo         |  | 83' |
| Técnica:       |    |                     |  |     |
| Vera Pauw      |    |                     |  |     |

| Bandeirinhas: Petruța Iugulescu Mária Súkeníková Quarto árbitro: Claudia Umpierrez |

Brasil vs China
Esse foi o segundo confronto entre ambas as seleções na história dos Jogos Olímpicos. Em Atlanta 1996, Brasil e China se enfrentaram nas semifinais do torneio, o jogo foi realizado em 28 de julho e terminou com triunfo da China por 3–2.
O Brasil dominou todas as ações no primeiro tempo, as raras chances de gols da China foram resultados de erros de passes da defesa brasileira. O Brasil não convertia a posse de bola em ataques promissores. Em um ataque brasileiro, Cristiane aproveitou um bom cruzamento, porém a goleira Zhao Lina defendeu a finalização. A partir dos 30 minutos, as brasileiras começaram a pressionar as chinesas. Novamente, Cristiane quase marcou, mas Liu Shanshan interferiu em cima da meta chinesa. Em um cruzamento, a defesa não conseguiu afastar, então Monica cabeceou colocado, superando as chinesas que faziam a marcação em cima da linha. Nos últimos minutos, o recuo de Fabiana acertou o contra pé da goleira Bárbara, a bola foi para a linha de fundo, que quase resulto em gol contra. No segundo tempo, a China começou a atacar com mais intensidade, em uma ocasião, Wang Shuang apareceu na frente de Bárbara, mas a atacante foi desarmada pela Formiga. A China começava a dominar as ações ofensivas, porém o ímpeto asiático se esgotou quando Andressa Alves concluiu com êxito o cruzamento de Marta. O Brasil voltou a atacar seis minutos depois do segundo gol, Marta fez fila e chutou rasteiro, que defendido pela goleira. O Brasil começou a administrar o jogo e nos acréscimos, Cristiane aproveitou o cruzamento de Andressa e a saída equivocada da goleira Zhao Lina para marcar o terceiro.
Em busca do inédito ouro, o resultado positivo gerou uma boa repercussão, em especial, o contraste entre a boa atuação da seleção com a atuação mediana de Marta. Os gritos de "Marta é melhor do que Neymar" ecoaram pelo estádio, após a partida, o técnico Vadão declarou: "Neymar mandou mensagem para as meninas, não temos essas rivalidades, muito pelo contrário, as meninas estão sempre torcendo para os meninos e vice-versa." A partida foi válida pelos Jogos Olímpicos de 2016 e realizada no Estádio Olímpico em 3 de agosto de 2016, o público presente foi de 27 mil 618 espectadores.
| 3 de agosto | Brasil                                          | 3 – 0        | China | Estádio Olímpico, Rio de Janeiro                |
| 16:00       | Mônica 36' · Andressa Alves 59' · Cristiane 90' | FIFA Rio2016 |       | Público: 27 618 Árbitro: CAN Carol Anne Chenard |

| Brasil | China |

| BRASIL:        |    |                |     |
|                |    |                |     |
| G              | 1  | Bárbara        |     |
| D              | 2  | Fabiana        | 85' |
| D              | 3  | Monica         |     |
| D              | 4  | Rafaelle       |     |
| D              | 6  | Tamires        |     |
| M              | 5  | Thaisa         | 58' |
| M              | 8  | Formiga        |     |
| A              | 9  | Andressa Alves |     |
| M              | 10 | Marta          | 80' |
| A              | 11 | Cristiane      |     |
| A              | 16 | Beatriz        |     |
| Substituições: |    |                |     |
| M              | 17 | Andressa       | 58' |
| A              | 7  | Debinha        | 80' |
| D              | 12 | Poliana        | 85' |
| Técnico:       |    |                |     |
| Vadão          |    |                |     |

| CHINA:         |    |               |     |     |
|                |    |               |     |     |
| G              | 1  | Zhao Lina     |     |     |
| D              | 2  | Liu Shanshan  |     |     |
| D              | 5  | Wu Haiyan     | 22' |     |
| D              | 6  | Li Dongna     |     |     |
| D              | 14 | Zhao Rong     |     |     |
| M              | 8  | Tan Ruyin     |     |     |
| M              | 13 | Pang Fengyue  |     |     |
| M              | 15 | Zhang Rui     |     |     |
| A              | 10 | Yang Li       |     |     |
| A              | 11 | Wang Shanshan |     | 64' |
| A              | 12 | Wang Shuang   |     | 79' |
| Substitutions: |    |               |     |     |
| A              | 9  | Ma Xiaoxu     |     | 64' |
| A              | 17 | Gu Yasha      |     | 79' |
| Técnico:       |    |               |     |     |
| Bruno Bini     |    |               |     |     |

| Bandeirinhas: Marie-Josée Charbonneau Suzanne Morisset Quarto árbitro: Gladys Lengwe |

### Segunda rodada
África do Sul vs China
Esse foi o primeiro confronto entre ambas as seleções na história dos Jogos Olímpicos. Após saírem derrotadas na rodada anterior, o resultado positivo era fundamental para as seleções. A técnica da África do Sul, Vera Pauw, mostrou-se otimista, acreditando que o time africano estava apto para encarar qualquer adversário. A partida foi realizada no Estádio Olímpico em 6 de agosto de 2016, o público presente foi de 25 mil espectadores.
Durante o primeiro tempo, a seleção sul-africana atuava com muita velocidade, porém sem organização, limitando-se as ações ofensivas. Os momentos mais agudos foram nos minutos finais, aos 43 minutos, em uma falta, Janine van Wyk acertou a barreira, no rebote ela finalizou no travessão chinês. No lance seguinte, a chinesa Gu Yasha aproveitou um lançamento pela esquerda e finalizou na saída da goleira Roxanne Barker, abrindo o placar. No segundo tempo, o cenário se alterou. O rendimento ofensivo da África do Sul caiu, resultando no crescimento da China, que criou oportunidades para finalizar. A China fechou o placar nos minutos finais, quando Tan Ruyin finalizou de longa distância (quase na linha do meio de campo) e encobriu a goleira Barker, que encontrava-se adiantada.
Esse resultado deixou as sul-africanas na última colocação do grupo, praticamente eliminadas. As chinesas chegaram a 3 pontos e assumiu momentaneamente a terceira colocação do grupo.
| 6 de agosto | África do Sul | 0 – 2        | China                          | Estádio Olímpico, Rio de Janeiro            |
| 19:00       |               | FIFA Rio2016 | Gu Yasha 45+1' · Tan Ruyin 87' | Público: 25 000 Árbitro: SUI Esther Staubli |

| África do Sul | China |

| ÁFRICA DO SUL: |    |                     |     |     |
|                |    |                     |     |     |
| G              | 1  | Roxanne Barker      |     |     |
| D              | 2  | Lebogang Ramalepe   |     |     |
| D              | 3  | Nothando Vilakazi   |     |     |
| D              | 4  | Noko Matlou         | 72' |     |
| D              | 5  | Janine van Wyk      |     |     |
| M              | 6  | Mamello Makhabane   |     | 80' |
| M              | 7  | Stephanie Malherbe  |     |     |
| M              | 10 | Linda Motlhalo      |     |     |
| M              | 15 | Refiloe Jane        |     |     |
| A              | 20 | Thembi Kgatlana     |     | 84' |
| A              | 12 | Jermaine Seoposenwe |     |     |
| Substituições: |    |                     |     |     |
| M              | 12 | Mpumi Nyandeni      |     | 80' |
| A              | 14 | Sanah Mollo         |     | 84' |
| Técnica:       |    |                     |     |     |
| Vera Pauw      |    |                     |     |     |

| CHINA:         |    |               |  |     |
|                |    |               |  |     |
| G              | 1  | Zhao Lina     |  |     |
| D              | 2  | Liu Shanshan  |  |     |
| D              | 4  | Gao Chen      |  |     |
| D              | 6  | Li Dongna     |  |     |
| D              | 14 | Zhao Rong     |  | 29' |
| M              | 8  | Tan Ruyin     |  |     |
| M              | 13 | Pang Fengyue  |  |     |
| M              | 15 | Zhang Rui     |  |     |
| A              | 10 | Yang Li       |  | 65' |
| A              | 17 | Gu Yasha      |  |     |
| A              | 12 | Wang Shuang   |  |     |
| Substitutions: |    |               |  |     |
| D              | 5  | Wu Haiyan     |  | 29' |
| A              | 11 | Wang Shanshan |  | 65' |
| Técnico:       |    |               |  |     |
| Bruno Bini     |    |               |  |     |

| Bandeirinhas: Lucie Ratajova Chrysoula Kourompylia Quarto árbitro: Carol Anne Chenard |

Brasil vs Suécia
Esse foi o terceiro confronto entre ambas as seleções na história dos Jogos Olímpicos. Em Sydney 2000, o confronto foi válido pela primeira rodada do torneio e terminou com triunfo brasileiro por 2–0. Em 2004, outro triunfo da seleção sul-americana, dessa vez por 1–0 na semifinal. A partida foi realizada no Estádio Olímpico em 6 de agosto de 2016, o público presente foi superior 43 mil espectadores.
O Brasil teve uma atitude ofensiva desde os primeiros minutos do jogo, Porém, a primeira chance de gol foi sueca, Kosovare Asllani finalizou na pequena área, mas parou na goleira Bárbara. Apesar do susto, o Brasil abriu o placar, após um lançamento, Beatriz invadiu a área e antecipou a defensora e a goleira para marcar. Poucos minutos depois, Cristiane completou o cruzamento de Marta, gol de letra. Ainda no primeiro tempo, Cristiane foi derrubada dentro da área, Marta cobrou o pênalti e aumentou o placar. No segundo tempo, Cristiane foi substituída após sentir uma lesão na coxa O Brasil voltou a marcar com Marta, que tabelou com a adversária, seis minutos depois, Beatriz anotou mais um. Quando o placar parecia encerrado, Lotta Schelin marcou o gol da Suécia.
Após o jogo, a repercussão foi intensa. O empate da seleção masculina na estreia contra a África do Sul gerou grandes comparações, a torcida voltou a gritar "A Marta é melhor que o Neymar". A jogadora Cristiane entrou na história dos Jogos Olímpicos, ela bateu o recorde do dinamarquês Sophus Nielsen e se tornou a atleta com mais gols na história do futebol nas Olimpíadas. Com o resultado, o Brasil garantiu a classificação para a próxima fase e deixou a Suécia em terceira do grupo.
| 6 de agosto | Brasil                                                  | 5 – 1        | Suécia      | Estádio Olímpico, Rio de Janeiro            |
| 22:00       | Beatriz 21', 86' · Cristiane 24' · Marta 44' (pen), 80' | FIFA Rio2016 | Schelin 89' | Público: 43 384 Árbitro: MEX Lucila Venegas |

| Brasil | Suécia |

| BRASIL:        |    |                |     |
|                |    |                |     |
| G              | 1  | Bárbara        |     |
| D              | 2  | Fabiana        | 83' |
| D              | 3  | Monica         |     |
| D              | 4  | Rafaelle       |     |
| D              | 6  | Tamires        |     |
| M              | 5  | Thaisa         |     |
| M              | 8  | Formiga        | 56' |
| A              | 9  | Andressa Alves |     |
| M              | 10 | Marta          |     |
| A              | 11 | Cristiane      | 66' |
| A              | 16 | Beatriz        |     |
| Substituições: |    |                |     |
| M              | 17 | Andressa       | 56' |
| A              | 7  | Debinha        | 66' |
| D              | 12 | Poliana        | 83' |
| Técnico:       |    |                |     |
| Vadão          |    |                |     |

| SUÉCIA:        |    |                    |     |      |
|                |    |                    |     |      |
| G              | 1  | Hedvig Lindahl     |     |      |
| D              | 4  | Emma Berglund      |     |      |
| D              | 5  | Nilla Fischer      |     |      |
| D              | 6  | Magdalena Ericsson | 44' | INT' |
| M              | 16 | Elin Rubensson     |     |      |
| M              | 7  | Lisa Dahlkvist     |     |      |
| M              | 9  | Kosovare Asllani   | 49' | 74'  |
| M              | 17 | Caroline Seger     |     |      |
| A              | 8  | Lotta Schelin      |     |      |
| A              | 10 | Sofia Jakobsson    |     |      |
| A              | 13 | Fridolina Rolfö    |     | 64'  |
| Substituições: |    |                    |     |      |
| D              | 2  | Jonna Andersson    |     | INT' |
| A              | 12 | Olivia Schough     |     | 64'  |
| M              | 12 | Emilia Appelqvist  |     | 74'  |
| Técnica:       |    |                    |     |      |
| Pia Sundhage   |    |                    |     |      |

| Bandeirinhas: Enedina Caudillo Mayte Chavez Quarto árbitro: Rita Gani |

### Terceira rodada
África do Sul vs Brasil
Esse foi o primeiro confronto entre ambas as seleções na história dos Jogos Olímpicos. A partida foi válida pela terceira rodada e realizada na Arena da Amazônia, Manaus.
Após a vitória contra a Suécia, o Brasil entrou em campo com seis jogadores reservas. As poupadas foram: Bárbara, Fabiana, Formiga, Rafaelle, Beatriz e Marta. Mesmo com as alterações, o Brasil ofereceu perigo para as africanas, apesar de pecar na finalização, Roxanne Barker defendeu o chute de Tamires e viu Debinha acertar a trave, entretanto, o placar permaneceu nulo. No segundo tempo, Marta entro no lugar de Tamires, com o desenvolver do jogo, o Brasil começou a administrar o resultado. Em um lance raro, Fabiana exigiu uma nova defesa da goleira sul-africana, porém o placar permaneceu inalterado.
Com o empate, o Brasil garantiu a primeira colocação do grupo e se classificou para enfrentar a Austrália na próxima fase. As sul-africanas foram eliminadas da competição.
| 9 de agosto   | África do Sul | 0 – 0        | Brasil | Arena Amazônia, Manaus                          |
| 21:00 (UTC-4) |               | FIFA Rio2016 |        | Público: 38 415 Árbitro: FRA Stéphanie Frappart |

| África do Sul | Brasil |

| ÁFRICA DO SUL: |    |                     |     |     |
|                |    |                     |     |     |
| G              | 1  | Roxanne Barker      |     |     |
| D              | 3  | Nothando Vilakazi   | 57' |     |
| D              | 4  | Noko Matlou         |     |     |
| D              | 5  | Janine van Wyk      |     |     |
| D              | 17 | Leandra Smeda       |     |     |
| M              | 6  | Mamello Makhabane   |     |     |
| M              | 7  | Stephanie Malherbe  |     |     |
| M              | 10 | Linda Motlhalo      |     | 65' |
| M              | 15 | Refiloe Jane        |     |     |
| A              | 12 | Jermaine Seoposenwe |     |     |
| A              | 20 | Thembi Kgatlana     |     | 83' |
| Substituições: |    |                     |     |     |
| A              | 14 | Sanah Mollo         |     | 65' |
| M              | 9  | Amanda Dlamini      |     | 83' |
| Técnica:       |    |                     |     |     |
| Vera Pauw      |    |                     |     |     |

| BRASIL:        |    |                  |     |     |
|                |    |                  |     |     |
| G              | 18 | Aline            |     |     |
| D              | 3  | Monica           |     |     |
| D              | 6  | Tamires          |     | 46' |
| D              | 12 | Poliana          |     |     |
| D              | 14 | Bruna            | 39' |     |
| M              | 5  | Thaisa           |     | 83' |
| M              | 13 | Érika            |     |     |
| M              | 17 | Andressa         | 44' |     |
| A              | 7  | Debinha          |     |     |
| A              | 9  | Andressa Alves   |     |     |
| A              | 15 | Raquel Fernandes |     |     |
| Substituições: |    |                  |     |     |
| M              | 10 | Marta            |     | 46' |
| D              | 2  | Fabiana          |     | 83' |
| Técnico:       |    |                  |     |     |
| Vadão          |    |                  |     |     |

| Bandeirinhas: Manuela Nicolosi Yolanda Parga Quarto árbitro: María Carvajal |

China vs Suécia
Esse foi o terceiro confronto entre ambas as seleções na história dos Jogos Olímpicos. Em 1996, triunfo chinês por 2–1. Depois de 12 anos, em Pequim 2008, as seleções voltaram a se enfrentar pela primeira rodada do torneio, novamente com vitória chinesa, dessa vez por 2–0.
O jogo foi marcado por poucas chances de gols e muito erros de passes. A arbitragem abusou das marcações de faltas e o jogo ficou trancado. Na volta para o segundo tempo, a goleira Hedvig Lindahl fez a primeira defesa do jogo, Fridolina Rolfö respondeu e quase encobriu Zhao Lina.
Com o empate sem gols, ambas as seleções se classificaram para a próxima fase, a China terminou na segunda colocação em virtude do saldo de gols e confronta a Alemanha, por outro lado, a Suécia ficou em terceiro e se classificaram para enfrentar os Estados Unidos.
| 9 de agosto | China | 0 – 0        | Suécia | Estádio Nacional, Brasília               |
| 22:00       |       | FIFA Rio2016 |        | Público: 7 648 Árbitro: PAR Olga Miranda |

| China | Suécia |

| CHINA:         |    |               |       |     |
|                |    |               |       |     |
| G              | 1  | Zhao Lina     |       |     |
| D              | 2  | Liu Shanshan  |       |     |
| D              | 4  | Gao Chen      |       |     |
| D              | 5  | Wu Haiyan     |       |     |
| D              | 6  | Li Dongna     |       |     |
| M              | 8  | Tan Ruyin     |       |     |
| M              | 13 | Pang Fengyue  | 90+2' |     |
| M              | 15 | Zhang Rui     |       |     |
| A              | 10 | Yang Li       |       |     |
| A              | 12 | Wang Shuang   |       | 83' |
| A              | 17 | Gu Yasha      |       | 89' |
| Substitutions: |    |               |       |     |
| A              | 11 | Wang Shanshan |       | 83' |
| M              | 7  | Li Ying       |       | 89' |
| Técnico:       |    |               |       |     |
| Bruno Bini     |    |               |       |     |

| SUÉCIA:        |    |                    |  |     |
|                |    |                    |  |     |
| G              | 1  | Hedvig Lindahl     |  |     |
| D              | 3  | Linda Sembrant     |  |     |
| D              | 5  | Nilla Fischer      |  | 78' |
| D              | 6  | Magdalena Ericsson |  |     |
| D              | 15 | Jessica Samuelsson |  |     |
| M              | 7  | Lisa Dahlkvist     |  | 62' |
| M              | 16 | Elin Rubensson     |  |     |
| M              | 17 | Caroline Seger     |  |     |
| A              | 8  | Lotta Schelin (c)  |  |     |
| A              | 12 | Olivia Schough     |  |     |
| A              | 13 | Fridolina Rolfö    |  |     |
| Substituições: |    |                    |  |     |
| M              | 9  | Kosovare Asllani   |  | 62' |
| D              | 4  | Emma Berglund      |  | 78' |
| Técnica:       |    |                    |  |     |
| Pia Sundhage   |    |                    |  |     |

Bandeirinhas:
 Mariana de Almeida

 Yoleida Lara

Quarto árbitro:
 Carol Chenard